# Lantoniaina Rabenatoandro
Lantoniaina Rabenatoandro, Antananarivo 15 de junho de 1960, é um político malgaxe ocupando atualmente o cargo de Senador de Madagascar, pelo partido Tiako I Madagasikara.

## Ligações Externas
Pagina do Senado Malgáxe